# Бюкк
Бюкк — национальный парк в Венгрии (венг. Bükki Nemzeti Park), в Северном Альфёльде, в медье Боршод-Абауй-Земплен. Назван по имени горного массива Бюкк, на склонах которого расположен.
Общая площадь парка — 431,3 км², из которых около 38 км² находятся под особой охраной. Год основания — 1976, Бюкк — третий национальный парк страны по времени создания. Граница парка практически примыкает к Мишкольцу, третьему по величине городу Венгрии, к юго-западу от парка находится город Эгер.
Холмы Бюкк, на которых лежит парк, сложены, в основном, известняками. В холмах сильно развиты карстовые явления, много пещер, термальных источников. Температура отдельных источников достигает 28 °C. В некоторых пещерах найдены следы пребывания доисторических людей, в пещере Шубалюк — скелетные останки неандертальцев.
В нижних частях склонов холмов разбито большое количество садов и виноградников, вершины покрыты дубовыми и буковыми лесами.
В 2007 году на территории парка был организован так называемый «Ватиканский лес». Название связано с тем, что восстановление лесного массива на этой территории спонсируется Ватиканом в рамках вклада в борьбу с парниковым эффектом. «В каком-то смысле это подобно тому, как если бы мы усыновили лес. Чем больше растёт деревьев, тем меньше углекислого газа будет в атмосфере» — заявил секретарь папского Совета по культуре Жозе Санчес де Тока Аламеда.